# Audea stenophaea
Audea stenophaea är en fjärilsart som beskrevs av George Francis Hampson 1913. Audea stenophaea ingår i släktet Audea och familjen nattflyn. Inga underarter finns listade i Catalogue of Life.